# تل مارقری ۰۳۸
تل مارقری ۰۳۸ مربوط به دوران‌های تاریخی پس از اسلام است و در شهرستان شوشتر، روستای مهدی‌آباد واقع شده و این اثر در تاریخ ۵ آذر ۱۳۸۰ با شمارهٔ ثبت ۴۲۸۳ به‌عنوان یکی از آثار ملی ایران به ثبت رسیده است.